# Eight Arms to Hold You
Eight Arms to Hold You è il secondo album in studio del gruppo musicale alternative rock statunitense Veruca Salt, pubblicato nel 1997.

## Tracce
1. Straight – 2:32
2. Volcano Girls – 3:18
3. Don't Make Me Prove It – 2:29
4. Awesome – 3:32
5. One Last Time – 4:45
6. With David Bowie – 2:25
7. Benjamin – 4:05
8. Shutterbug – 4:16
9. The Morning Sad – 3:08
10. Sound of the Bell – 3:59
11. Loneliness Is Worse – 5:00
12. Stoneface – 2:44
13. Venus Man Trap – 3:29
14. Earthcrosser – 5:28

## Formazione
- Nina Gordon - chitarra, voce
- Louise Post - chitarra, voce
- Jim Shapiro - batteria, cori, chitarra
- Steve Lack - basso, chitarra